# Bon Repos sur Blavet
Bon Repos sur Blavet é uma comuna francesa na região administrativa da Bretanha, no departamento de Côtes-d'Armor. Estende-se por uma área de 53.91 km². Em 2010 a comuna tinha 1 302 habitantes (densidade: 24,2 hab./km²).
Foi criada em 1 de janeiro de 2017, após a fusão das antigas comunas de Laniscat (sede), Perret e Saint-Gelven.